# Валпорт, Арсенио
Арсенио Валпорт (нидерл. Arsenio Valpoort; родился 5 августа 1992, Амстердам, Нидерланды) — нидерландский футболист, играет на позиции нападающего.

## Карьера
Валпорт — выпускник академии «Херенвена», летом 2011 года заключил годичный контракт с основной командой с возможностью продления ещё на один год. 4 декабря 2011 года он дебютировал за «Херенвен» в матче чемпионата Нидерландов. В первом сезоне принял участие в 4 матчах.
После окончания первой половины сезона 2012/13, в ходе которой Арсенио сыграл 5 матчей, он был отдан в аренду в клуб Эредивизи ПЕК Зволле. Однако в аренде Валпорт достаточно игровой практики не получил, в основном находясь на скамейке запасных или появляясь на поле в конце матчей.
После окончания контракта с «Херенвеном», Валпорт летом 2013 года стал игроком венгерского «Ференцвароша». Первый матч за новую команду провёл 27 июля 2013 года в матче первого тура чемпионата.